# Відень Кепіталс
«Відень Кепіталс» (нім. Vienna Capitals) — хокейний клуб із Відня, Австрія. Заснований у 2001 році. Виступає в Австрійській хокейній лізі. Домашні матчі приймає на «Альберт Шульц Айсгалле», місткістю 7 000 глядачів.

## Назви клубу
- ХК Відень Кепіталс — 2001–2011
- ЮПС Відень Кепіталс — 2011–2017
- Відень Кепіталс — з 2017

## Історія
Клуб заснований в 2001 році, після розформування Вінер ЕВ у 2000 році. Під керівництвом Курта Харанда клуб дебютував в EBEL. За підсумками регулярної першості вони посіли четверте місце. У чвертьфіналі «столичні» переграли «Грац 99-ерс» 4–0, а у півфіналі поступились «Лінцу».
У сезоні 2003–04 «столичні» вперше претендували на титул чемпіона Австрії. У міжсезоння клуб придбав канадського голкіпера Фредеріка Шабо завдяки якому «Кепіталс» фінішували першими в регулярній першості у серії плей-оф у півфіналі здолали «Філлах» 3–0, а у фіналі «Клагенфурт», таким чином столична команда вперше стала чемпіоном Австрії за 43 роки.
З сезону 2005–06 «Відень Кепіталс» постійно посідає місця не нижче четвертого за виключенням сезону 2011–12 в якому віденці посіли восьму сходинку. 
Свій другий чемпіонський титул «столичні» здобули в сезоні 2016–17.
З 2018 по 2021 роки клуб очолював канадець Дейв Кемерон, замінив на посаді головного тренера Сержа Обена.

## Домашня арена
Домашні матчі команда проводить на «Альберт Шульц Айсгалле», який вміщує 4 500 глядачів. У лютому 2009 оголосили про збільшення місткості стадіону до семи тисяч із висувним дахом. Ремонтні роботи розпочались після сезону 2008–09 і були завершені до сезону 2010–11 років, вартість ремонту склала 40 мільйонів євро. Також змінилась і назва арени на «Ерсте Банк Арена».

## Досягнення
Австрійська хокейна ліга
- (2): 2004–05, 2016–17